# Phenesterin
Phenesterin ist eine chemische Verbindung aus der Gruppe der Ester der Cholesterins.

## Geschichte
Phenesterin wurde als Arzneistoff zur Behandlung von Krebs erforscht. Da es selbst unter Verdacht steht krebserzeugend zu sein, wurde es nicht praktisch eingesetzt. Die Verbindung wurde in den 1960er Jahren in der Sowjetunion entwickelt.

## Regulierung
Über den Safe Drinking Water and Toxic Enforcement Act of 1986 besteht in Kalifornien seit dem 1. Juli 1989 eine Kennzeichnungspflicht für Produkte, die Phenesterin enthalten.